# Vladimir Jumin
Vladimir Sergejevič Jumin (rusky Владимир Сергеевич Юмин; 18. prosince 1951 Omsk, Sovětský svaz – 4. března 2016 Kaspijsk, Rusko) byl sovětský zápasník, volnostylař.
V roce 1976 vybojoval zlato na olympijských hrách. V roce 1974, 1977, 1978 a 1979 vybojoval zlato, v roce 1975 stříbro a v roce 1973 bronz na mistrovství světa. Na mistrovství Evropy vybojoval zlato v roce 1975, 1976 a 1977. Po ukončení aktivní sportovní kariéry se věnoval trenérské práci. Byl trenérem turecké reprezentace. V roce 2009 byl uveden do mezinárodní síně slávy FILA.